# Cosimo Betti
Cosimo Betti, o talora Cosmo Betti o Cosmo Betti iuniore (Orciano di Pesaro, 28 marzo 1727 – Orciano di Pesaro, 26 maggio 1814), è stato un magistrato e poeta italiano, autore dell'opera in versi La Consumazione del secolo.

## Biografia
Nacque da una famiglia antica e nobile di Orciano, nella legazione di Urbino; il padre fu l'avvocato Francesco Betti e la madre fu Margherita Genga Quintavalle.
Fu inviato nella città di Pesaro a studiare le lettere latine, greche e perfino le ebraiche, nelle quali riuscì con profitto.
In seguito si iscrisse al corso di giurisprudenza dell'Università di Urbino, ove si laureò in utroque iure; nello stesso periodo acquisì l'arte della pittura dai maestri e amici Giovanni Andrea Lazzarini e Carlo Giuseppe Ratti, e come riporta il poeta marchigiano Luigi Grilli, testimoni della buona qualità della sua arte furono i ritratti, di sua mano, della moglie e dei figli.
Entrò ancora giovane nella magistratura, e nel corso della sua carriera fu uditore delle rote civili della Repubblica di Genova e della Repubblica di Lucca, governatore di Loreto e luogotenente generale di Pesaro. Fu ascritto inoltre al patriziato di Loreto, Pergola e Arcevia.
Non solo si interessò di legge e di belle arti, ma anche di teologia, fisica, astronomia,
chimica e soprattutto di poesia, «alla quale si sentiva da natura chiamato». Nel 1793 si decise di pubblicare il poema in due volumi che lo rese celebre, La Consumazione del secolo, opera in terzine composta di settanta canti. In quest'opera trattò dei quattro novissimi della concezione escatologica cristiano-cattolica, ovvero di ciò a cui l'uomo va incontro alla fine della vita: morte, giudizio, inferno e paradiso. Ippolito Pindemonte, nell'Elogio di Lodovico Salvi, scrisse che il Betti fu uno dei restauratori della poetica dantesca, assieme con Giuseppe Maffei ed Eustachio Manfredi, tra i primi a richiamare gli italiani allo studio della Divina Commedia; il Grilli aggiunse che, sebbene non eguagliasse nella scrittura Alfonso Varano e Vincenzo Monti, si avvicinò comunque a essi per il coraggio del concepimento e la bellezza della forma. 
(Biblioteca italiana ossia giornale di letteratura, scienza ed arti compilato da una società di letterati, anno I, tomo IV, Milano, Antonio Fortunato Stella, 1816, p. 176)
(Giornale ecclesiastico di Roma, tomo IX, Roma, Stamperia Giovanni Zempel, 1794, p. 119)
Quanto ai contenuti dell'opera, stando all'Elogio del Betti scritto dal prevosto di Orciano Filippo Sacchini, se l'Alighieri nella sua Commedia celebrò la gloria di Dio nei regni del mondo invisibile, il Betti la celebrò nella distruzione del mondo visibile. Anche il gesuita Giuseppe Maria Bozzoli, parafrasando lo scritto del Sacchini, attesta che l'intento dei canti del Betti fosse quello di riportare l'uomo e i costumi dell'epoca sui binari della virtù e della gloria. Secondo il Grilli, nella sostanza, l'opera non ha altro fine se non il trionfo della religione cattolica.
Nell'analisi di Luigi Grilli del 1898 si rileva anche che, nonostante il ragguardevole lavoro compiuto dal Betti nella sua opera poetica, meritevole di menzione nella storia letteraria italiana, egli divenne tuttavia quasi sconosciuto ai posteri – da cui il titolo Un poeta dimenticato della stessa dissertazione del Grilli – forse a motivo dell'incomprensione, da parte del poeta, del tempo in cui visse o della sua scarsa fiducia nei confronti di un secolo sconvolto da guerre, violenza e rivoluzioni, ma anticamera di un periodo foriero di libertà ed equità. In un articolo pubblicato in La Cultura: rivista di scienze, lettere ed arti del 1899, 85 anni dopo la morte del Betti, citato ed elogiato il lavoro del Grilli, è espressa una critica al contenuto del poema del Betti: «I simboli che vi hanno personalità, i profeti che vi parlano, gli angeli che vi agiscono, Satana e gli Dei che vi si agitano, gli arcangeli che vi combattono, oggi, non possono che lasciar freddi i lettori», ma nelle ultime righe compare anche un cenno di lode nei confronti del Betti, al quale viene perlomeno riconosciuto il contribuito dato nel corso del secolo XVIII alla notorietà della Divina Commedia, sforzo sufficiente a concedergli di non essere dimenticato dai posteri.
L'opera La Consumazione del secolo fu pubblicata in seguito altre due volte: la seconda edizione, ancora a Lucca, nel 1794 e la terza edizione nel 1802, a Pesaro, con l'aggiunta di prefazione e note da parte dell’autore. Il Grilli inoltre nella sua dissertazione scrisse di essere a conoscenza di un progetto relativo alla pubblicazione di una quarta edizione, curata dal professore e amico Carisio Ciavarini, che aggiunse un'introduzione e delle annotazioni, ma che all'epoca era ancora in cerca di un editore. Il progetto di Ciavarini in realtà non fu mai realizzato e una quarta edizione non fu mai pubblicata.
Il Betti fu amico di Vincenzo Monti, Giulio Perticari, Giovanni Lami, Alberto Fortis, Annibale degli Abati Olivieri, Giovan Battista Passeri, Ludovico Savioli, Camillo Zampieri, Giovanni Pichler, Gaspare Mollo e dei cardinali Giuseppe Garampi e Marcantonio Marcolini, per le cui esequie, in Fano, tenne un'oratio funebre. Vincenzo Monti fu tanto legato al Betti che gli sottopose il suo Aristodemo per ottenerne un giudizio prima della pubblicazione. Inoltre sembra che lo stesso Monti abbia attinto e preso in prestito dal poema del Betti, «immagini felicissime».
Nel 1753 sposò Camilla Laurenzi di Mondolfo ed ebbe undici figli; tra questi, l'avvocato Teofilo Betti – governatore di Segni, Matelica e Palestrina, padre del letterato Salvatore Betti – e il francescano minore osservante Niccolò Betti, autore dell'opera Pterometria, ossia descrizione di una macchina capace al volo, colla quale potrà l'uomo facilmente e comodamente volare del 1810, in cui descrisse il progetto di un congegno meccanico per consentire all'uomo di volare.
Trovandosi luogotenente a Pesaro e raggiunta l'età di 77 anni, nel 1804 chiese e ottenne di lasciare i pubblici uffici. Si ritirò a Orciano di Pesaro, città natale, dove visse il riposo fino all'età di 87 anni. Morì il 26 maggio 1814 e fu tumulato il giorno successivo nella tomba di famiglia nella Chiesa di San Silvestro.

## Opere
- La Consumazione del secolo, ed. I, Lucca, Francesco Bonsignori, 1793.
- La Consumazione del secolo, ed. II, Lucca, Francesco Bonsignori, 1794.
- La Consumazione del secolo, ed. III, Pesaro, Stamperia Gavelli, 1802.